# Cloni
Cloni (en grec antic: Κλονίος, Kloníos), segons la mitologia grega, fou un dels herois aqueus, provinent de Beòcia, que prengué part a la guerra de Troia. Se'n fa menció a la Ilíada, tan en el Catàleg de les naus, on se'l descriu com un dels cinc cabdills del contingent beoci, com en el cant XV, on es fa referència a la seva mort.